# Constructivisme (psychologie)
Pour les articles homonymes, voir Constructivisme.

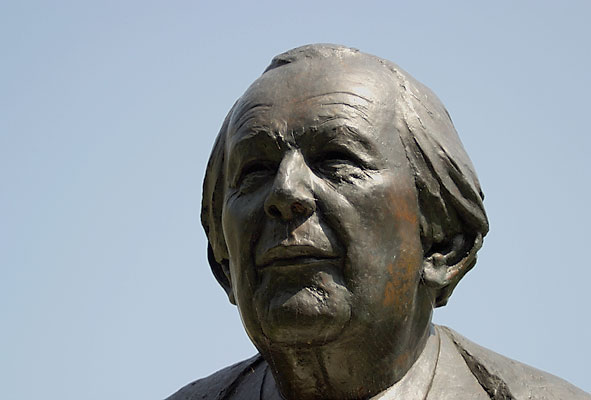
Jean Piaget a créé la théorie du développement cognitif qui décrit comment les enfants se représentent et raisonnent sur le monde

Le constructivisme, théorie de l'apprentissage, a été développé, entre autres, par Piaget, dès 1923, face au comportementalisme qui, d’après lui, limitait trop l’apprentissage à l’association stimulus-réponse et considérait le sujet comme boîte noire. L’approche constructiviste s'intéresse à l'activité du sujet pour se construire une représentation de la réalité qui l’entoure.
Le constructivisme part de l'idée que les connaissances de chaque sujet ne sont pas spécialement une « copie » de la réalité, mais un modèle plus ou moins fidèle de celle-ci construit par lui au cours du temps. Le constructivisme s'attache à étudier les mécanismes et processus permettant la construction de ce modèle chez les sujets à partir d'éléments déjà intégrés. On est donc à l'opposé d'une simple approche boîte noire.
La compréhension, constamment renouvelée, s’élabore à partir des représentations plus anciennes d’événements passés, que le sujet a d’ores et déjà « emmagasiné » dans son vécu. En fait, le sujet restructure (« reconceptualise »), en interne, les informations reçues au regard de ses propres concepts : c’est le phénomène de restructuration conceptuelle à travers ses expériences.

## Jean Piaget
Ce mouvement est issu des travaux de Jean Piaget, à l'origine de la plus célèbre des théories sur le constructivisme, où il dit que l'intelligence n'est pas innée mais se construit. Pour lui, l'être humain est programmé pour construire les connaissances dans un ordre donné et cela à condition que le milieu dans lequel l'enfant grandit lui procure des stimulations dont il a besoin, au moment où il en a besoin. Piaget nous dit que les connaissances se développent à travers 4 stades, toujours dans le même ordre. Piaget en fait une règle générale. Premièrement, on a le stade sensorimoteur, qui se met en place à la naissance jusqu'à 2 ans. Le bébé utilise les sens et la motricité pour découvrir le monde qui l'entoure. Après 2 ans et jusqu'à 5 ou 6 ans, il traverse le Stade symbolique et préopératoire. Ce stade marque l'apparition du langage, dominé par un égocentrisme naturel. C'est le stade où se développent l'imitation, la représentation ainsi que la réalisation d'actes fictifs. Lors d'un jeu, une souche d'arbre deviendra une table par exemple, car cet objet est devenu la substitution d'un autre objet. Vient ensuite le stade opératoire concret lorsque l'enfant a entre 7 et 10/12 ans. Prenant appui sur la perception, il raisonne concrètement, peut classer, grouper. Il se socialise, prend en compte ce que disent les autres. Enfin, le stade opératoire formel concerne l'enfant à partir de 12 ans. Pour Piaget, l'enfant, par ce stade, peut combiner des idées, raisonner par des hypothèses, effectuer des déductions. Le langage devient plus mobile et amène à des réflexions construites. 
À chacune de ces périodes, l'enfant va intégrer le réel en assimilant les nouvelles situations à ses schèmes d'action déjà construits, ce qui l'oblige à les modifier, autrement dit à les accommoder. Et tout cela dépend encore une fois du milieu dans lequel l'enfant se trouve. Normalement, l'enfant acquiert la capacité de communication verbale entre 18 et 25 mois si le milieu lui est favorable. 
Dans sa théorie, Piaget insiste sur le fait que nous construisons nos différentes connaissances par la manipulation « d’objet », par l’expérimentation. Cette manipulation provoque la création ou la modification de schèmes d'actions. « Le schème est l'instrument de l'assimilation ; c'est une structure d'action répétables dans des circonstances semblables ou analogues. ».
C'est ce que l'on peut caractériser comme le squelette du savoir-faire, qui n'est pas pour autant un squelette immuable étant donné que la construction du savoir est adaptable. C'est donc cette interaction entre l’individu et l'objet qui est importante, car elle lui permet de construire ses connaissances, d'où le nom de ce courant de la théorie de Jean Piaget, le « constructivisme ». Parce qu'il y a interaction, l'action est réalisée. C'est par là que Piaget nous mène à une pédagogie constructiviste. Les pédagogues de ce courant pédagogique ne veulent pas transvaser leurs connaissances comme ils transvaseraient l'eau d'un vase dans un autre vase tout neuf. Les constructivistes veulent que ce soit l'individu lui-même qui construise ses connaissances, avec leur aide évidemment. C'est comme si le constructivisme donnait des outils à un maçon pour construire une maison. Par ses invariants fonctionnels (assimilation, accommodation), l'élève va se construire étant donné qu'il est acteur de son développement. Il ne faut pas penser que ce courant compte sur le fait que les élèves doivent découvrir, apprendre, acquérir toutes leurs connaissances seuls, bien au contraire. Les pédagogues constructivistes insistent sur le fait que quelle que soit la méthode sélectionnée, que ce soit une étude de cas, un travail de réflexion en petit groupe ou encore un jeu de questionnement entre l'élève et l'enseignant, l'élève doit construire son savoir à partir de l'activité mise en place par l'enseignant. C'est par la compréhension, par ses perceptions de la réalité que l'élève construit son apprentissage et non pas par la réalité absolue, toute faite.

## Évolution depuis Piaget

### Vygotski
En parallèle à Piaget, Lev Vygotski (Pensée et langage paru en 1934) a développé la théorie historico-culturelle du psychisme. Le concept central de cette théorie est la médiation, par l'expert (l'enseignant) et par les outils (les savoirs). Il a mis en évidence plusieurs insuffisances du constructivisme piagétien, au niveau notamment des apprentissages scolaires :
- rôle joué par les variables sociales dans le développement et particulièrement par l'expert qui guide l'enfant dans l'appropriation des outils de la pensée (savoirs) ;
- le rôle de l'apprentissage dans le développement : l'apprentissage tire le développement ;
- l'importance d'un enseignement disciplinaire et systématique ;
- structuralisme d’ordre total.

### Néoconstructivismes
Pour développer la pensée de Piaget, en sociologie, certains auteurs ont tenté de créer des « néoconstructivismes », dont :
- le constructivisme structuraliste, que Pierre Bourdieu, professeur au Collège de France définit dans les années 1970, « comme la jonction de l’objectif et du subjectif » ;
- le constructivisme phénoménologique ou l’apport d’Alfred Schütz ;
- le constructivisme radical.

### Socioconstructivisme et autres
À la suite de Piaget, Willem Doise et Gabriel Mugny ont développé le socioconstructivisme. Ils ajoutent au constructivisme piagétien une dimension sociale. 
D'autres approches psychologiques viennent épauler le constructivisme et ses compétiteurs. Il s’agit : 
- du cognitivisme qui, s’intéressant à l’étude des processus strictement intra-individuels, aboutit à des conceptualisations théoriques telles que : fonctionnalisme, néostructuralisme, cognitivisme développemental et néocognitivisme ;
- de l’approche psycho-sociale ;
- de constructivisme immanent développé par Danis Bois pour marquer la place centrale de la notion d’information interne dans le processus d’apprentissage.